# Raputia brevipedunculata
Raputia brevipedunculata är en vinruteväxtart som beskrevs av J.A. Kallunki. Raputia brevipedunculata ingår i släktet Raputia och familjen vinruteväxter. Inga underarter finns listade i Catalogue of Life.